# Apophua simplicipes
Apophua simplicipes là một loài tò vò trong họ Ichneumonidae.